# هربس
الهِرْبِس أو الحَلأ أو لطمة حمى أو العُقْبولة (بالإنجليزية: Herpes)‏ هيَ إصابة فيروسية متكررة بسيطة (في العادة) تصيب الجلد، وتنتج عن فيروس الحلأ البسيط، ومعظم الإصابات تمر بدون أن يتم ملاحظتها أو تشخيصها.
يقسم الهربس البسيط إلى هربس فموي يؤدي إلى تقرحات حول الفم أو في الوجه، والهربس التناسلي حيث تصاب الأعضاء التناسلية بالتقرحات، أو الأرداف أو منطقة الشرج. يُعد الهربس التناسلي من الأمراض التي تنتقل بالاتصال الجنسي أو عند ممارسة الجنس الفموي. يمكن للفيروس أن ينتشر ويعدي حتى عند عدم وجود القروح. كما يمكن أن تصيب الأمهات أطفالهن أثناء الولادة.
لا يظهر بعض الأفراد أي أعراض للإصابة، بينما يظهر لدى أغلبية الأفراد قروح بالقرب من المنطقة التي دخل منها الفيروس إلى الجسم. تتحول هذه التقرحات إلى بثور، وتصبح حاكة ومؤلمة، ثم تلتئم لاحقًا. يمكن لهذا الفيروس أن يكون خطيرًا عند حديثي الولادة أو في الأفراد ذوي جهاز المناعة الضعيف.

البثور حول الفم

ينتمي فيروس الهربس البسيط إلى عائلة فيروسات تسمى فيروسات الهربس تشمل عدة فيروسات مثل فيروس إيبشتاين-بار والفيروس النطاقي الحماقي الذي يسبب جدري الماء. وعلى الرغم من تواجد عدة أنواع من هذه العائلة إلا أن الإصابة بأحدها لا يعني الإصابة بباقي الأنواع بشكل آلي.
يقسم الهربس البسيط إلى نوعان: فيروس الهربس البسيط من النوع 1 (hsv-1) وفيروس الهربس البسيط من النوع 2 (hsv-2). غالبية حالات الهربس الشفوي تنجم عن hsv-1 وأغلبيه حالات هربس الأعضاء التناسلية تنجم عن hsv-2؛ ومع ذلك، فيمكن للنوع - 1 أو النوع - 2 أن يتسببان بحدوث الإصابة في أي منطقة سواء الأعضاء التناسلية أو الشفوية.

## الأعراض والعلامات
تؤدي الإصابة بفيروس الهربس إلى ظهور عدة اضطرابات مميزة. يصيب فيروس الهربس الجلد والأغشية المخاطية في مناطق متعددة من الجسم، كالوجه والفم (الهربس الفموي)، والمنطقة التناسلية (الهربس التناسلي)، واليدين (الداحس الهربسي). يصيب فيروس الهربس القرنية (التهاب القرنية بفيروس الهربس البسيط) ويؤدي إلى ظهور العديد من المضاعفات الخطيرة، يمكن أن يغزو الفيروس الجملة العصبية، ويؤدي إلى أذية الدماغ (التهاب الدماغ بفيروس الهربس البسيط). يميل الأشخاص مضعفي الجهاز المناعي إلى تطوير مضاعفات خطيرة عند الإصابة بالهربس البسيط، كالأطفال حديثي الولادة، ومرضى الأعضاء المنقولة، والأشخاص المصابون بفيروس العوز المناعي البشري. هناك ارتباط بين الإصابة بفيروس الهربس وبعض المشاكل المعرفية كالاضطراب ثنائي القطب، ومرض الزهايمر، يعتمد حدوث هذه الاضطرابات على مورثات الشخص المصاب.
لا يقضي الجهاز المناعي للإنسان على فيروس الهربس البسيط، ويبقى كامنًا داخل الجسم طوال الحياة في كل حالات الإصابة. ينتقل الفيروس إلى الأعصاب المجاورة لمكان حدوث الإصابة البدئية، ويهاجر إلى أجسام الخلايا العصبية، ثم يصبح كامنًا داخل العقد العصبية.
ينتج الجسم أجسامًا مضادة لأحد أنماط فيروس الهربس البسيط استجابًة للإصابة البدئية. ما يمنع الإصابة بهذا النمط في مكان آخر من الجسم مرة أخرى. يمنع الانقلاب المصلي الذي يحدث بعد الإصابة الفموية بالهربس البسيط من النمط الأول من تكرار الإصابة بهذا النمط في أماكن أخرى من الجسم كالداحس الهربسي، والهربس التناسلي، والإصابة العينية. تقلل الإصابة بالهربس من النمط الأول من أعراض الإصابة اللاحقة بالهربس من النمط الثاني. لا تظهر أعراض جسدية عند معظم الأشخاص المصابين بفيروس الهربس البسيط من النمط الثاني، وتسمى هذه الحالة بالهربس تحت السريري.

### حالات الهربس البسيط
الهربس البسيط الوليدي: هو إصابة الأطفال حديثي الولادة بفيروس الهربس البسيط، وهي حالة نادرة لكنها خطيرة، تحدث نتيجة الانتقال العمودي لفيروس الهربس البسيط من النمط الأول أو الثاني من الأم إلى الوليد. يسبب الهربس البسيط ظهور آفات جلدية مميزة كظهور التآكلات الخطية في خطوط الجلد ومنحها مظهر يشبه جرح سكين. يصيب فيروس الهربس البسيط بصيلات الشعر بشكل بدئي أو متكرر وتسمى هذه الحالة بالتينة الهربسية. يصيب فيروس الهربس البسيط مرضى التهاب الجلد التأتبي، وتنتشر الآفات في أماكن الجلد المصابة بالأكزيما وتسمى هذه الحالة بالأكزيما الهربسية.
التهاب القرنية والملتحمة الهربسي: هو إصابة بدئية بفيروس الهربس البسيط، تظهر على شكل تورم في الملتحمة والأجفان (التهاب الجفن والملتحمة)، وتترافق بظهور آفات صغيرة بيضاء حاكّة على سطح القرنية.

### شلل بيل
لا يوجد سبب واضح لشلل الوجه النصفي (أحد أشكال الشلل الوجهي)، وقد أُبطلت النظرية التي تربط بين الإصابة بشلل الوجه النصفي وإعادة تفعيل فيروس الهربس البسيط. وجد فيروس الهربس البسيط عند الكثير من الأفراد الذين لم يعانوا من شلل الوجه النصفي من قبل، ولم تلاحظ مستويات أعلى من الأجسام المضادة لفيروس الهربس البسيط عند الأفراد المصابين بشلل بيل مقارنةً بأولئك الذين لا يعانون من شلل الوجه.  تحسن الأدوية المضادة للفيروسات عند مشاركتها مع الكورتيكوستيرويدات من شدة الإصابة بشلل الوجه النصفي.

### مرض الزهايمر
اتُهم فيروس الهربس البسيط من النمط الأول بكونه سبب محتمل لمرض الزهايمر. يضر فيروس الهربس البسيط من النمط الأول بالجهاز العصبي ويزيد من خطر الإصابة بمرض الزهايمر.

## التشخيص

### التصنيف
يقسم فيروس الهربس البسيط إلى نمطين:
- يصيب فيروس الهربس البسيط من النمط الأول الفم، والحلق، والوجه، والعين، والجهاز العصبي المركزي بشكل أساسي.
- يصيب فيروس الهربس البسيط من النمط الثاني المنطقة الشرجية التناسلية بشكل أساسي.

### الفحص السريري
يسهل التعرف على الإصابة البدئية بالهربس الفموي الوجهي وخاصةً عند شخص ليس لديه سوابق للإصابة، وهو على اتصال مع شخص لديه إصابة مؤكدة بالفيروس. تتظاهر الآفات على شكل تقرحات فموية سطحية ومتعددة، وتترافق أحيانًا مع التهاب لثة حاد. يصعب تشخيص حالات الإصابة غير النموذجية عند الأشخاص البالغين. تساعد الأعراض البادرية التي تظهر قبل الآفات الجلدية على تمييز أعراض فيروس الهربس البسيط عن بقية الأمراض المشابهة كالتهاب الفم التحسسي. يختلط التشخيص مع القوباء الجلدية (مرض جرثومي معدي) عندما تقتصر آفات الهربس البسيط على الجلد الخارجي، ويختلط أيضًا بالقرحات الفموية الشائعة (التهاب الفم القلاعي) عند ظهور قرحات الهربس البسيط داخل الفم بدون حويصلات.
لا تظهر الأعراض النموذجية للهربس التناسلي عند معظم المرضى، وهذا ما يجعل تشخيصه أكثر صعوبةً من الهربس الفموي. توجد العديد من الحالات المرضية المشابهة للهربس التناسلي كالعدوى الفطرية، والحزاز المسطح، والتهاب الجلد التأتبي، والتهاب الإحليل.

### الفحوص المخبرية
تستخدم الفحوص المخبرية لتأكيد تشخيص الهربس التناسلي. تشمل الفحوص المخبرية زراعة الفيروس، ودراسة الأضداد المتألقة المباشرة، وخزعة الجلد، وتفاعل البوليميراز المتسلسل لكشف الحمض النووي الفيروسي. تتميز هذه الاختبارات بنوعيتها وحساسيتها العالية، ولكنها لا تستخدم بشكل منتظم في الممارسة السريرية بسبب تكاليفها المرتفعة واستهلاكها للكثير من الوقت.
بدأ استخدام الاختبارات المصلية للأجسام المضادة لـفيروس الهربس البسيط منذ ثمانينيات القرن الماضي. لا تميز المعايرة المصلية للأضداد آي جي أم بين الإصابة بالهربس من النمط الأول والنمط الثاني، ويستخدم اختبار تحري البروتين السكري آي جي جي للتمييز بين النمطين، فهو قادر على تحديد نمط الإصابة في أكثر من 98% من الحالات.

### التشخيص التفريقي
يجب التمييز الإصابة بالهربس البسيط عن غيره من فيروسات الهربس كالهربس النطاقي الذي يسببه فيروس جدري الماء النطاقي. يشمل التشخيص التفريقي أيضًا مرض اليد والفم القدم، والورم الوعائي اللمفي المتحدد، والتهاب الجلد هربسي الشكل.

## الوقاية
تقلل الحماية الحاجزية كالواقي الذكري من خطر انتقال الهربس. تعتبر النساء أكثر عرضةً للإصابة بفيروس الهربس البسيط من النمط الثاني. يعادل خطر انتقال فيروس الهربس البسيط من النمط الثاني من الذكر المصاب إلى الأنثى حوالي 8-11٪، بينما يعادل خطر انتقال الفيروس من الأنثى المصابة إلى الذكر بحوالي 4-5٪. يقلل العلاج المضاد للفيروسات من خطر العدوى بنسبة 50٪. تساعد مضادات الفيروسات أيضًا في منع تطور أعراض الإصابة بالهربس البسيط بنسبة 50% مع بقاء الاختبارات المصلية إيجابية. يقلل استخدام الواقي الذكري من خطر انتقال العدوى بشكل كبير، وهو أكثر فاعلية في منع انتقال العدوى من الذكور إلى الإناث مقارنة بالعكس. تقلل الإصابة السابقة بفيروس الهربس البسيط من النمط الأول من خطر الإصابة بالنمط الثاني بمقدار ثلاثة أضعاف عند النساء. تبقى معظم حالات الإصابة بالهربس البسيط غير عرضية، وتتظاهر عند انتشار العدوى إما من خلال الانتقال الأفقي إلى الشريك الجنسي، أو من خلال الانتقال العمودي أثناء الولادة من الأم المصابة إلى طفلها. بدأ استخدام دواء تينوفوفير على شكل هلام مهبلي في أكتوبر 2011، وساعد ذلك في الحد من انتقال فيروس الهربس التناسلي بنسبة 51٪.

### الطرق الحاجزية
تؤمن الواقيات الذكرية حماية للرجال والنساء من انتقال فيروس الهربس البسيط من النمط الثاني، وينخفض خطر انتقال الفيروس عند مستخدمي الواقي الذكري 30 % مقارنةً مع غير المستخدمين. يوفر الواقي الأنثوي حماية أكبر من الواقي الذكري لأنه يغطي الشفرين. قد تظهر قرحة الهربس في الأماكن التي لا يغطيها الواقي الذكري ولذلك فهو لا يؤمن حماية كاملة من انتقال العدوى. تعتمد فعالية الواقي الذكري في الحماية من الهربس البسيط على موقع القرحة. يجب الامتناع عن النشاط الجنسي في حال ظهور القرحة في الأماكن التي لا يغطيها الواقي (كالصفن وفتحة الشرج وأعلى الفخذين) والانتظار حتى الشفاء التام.  يبقى خطر العدوى موجودًا حتى عند غياب الأعراض. يحد استخدام الواقي الذكري أو الحواجز المطاطية للأسنان في الحماية من انتقال العدوى أثناء ممارسة الجنس الفموي. تستخدم الأدوية المضادة للفيروسات كالفالاسيكلوفير بالإضافة إلى الواقي الذكري للحد من انتقال العدوى إلى الشريك غير المصاب.

## انتقال عدوى الهربس التناسلي
أي شخص نشط جنسياً يُمكن أن يصاب بالهربس التناسلي. ويمكن أن ينقلها لاحقاً إلى شريكه بعد الزواج. والهربس ينتقل مباشرة من خلال اتصال الجلد مع الجلد. ويحدث هذا عندما يتم تماس بين جلد مصاب مع جلد به شقوق بسيطة أو أغشية وأنسجة مخاطية، كما هو الحال في الفم والأعضاء التناسلية. وفي المقابل فالتلامس ضمن منطقة جلد سليم ضمن أعضاء الجسم الأخرى لن يؤدي إلى إصابة كون الجلد في باقي المناطق سميك جداً لا يستطيع هذا الفيروس اختراقه. إذا قام شخص مصاب تناسليًا بعملية بالتزاوج مع شخص سليم فاحتمال انتقال الهربس التناسلي له وارد جداً. ونفس الأمر لمن هو مصاب بالهربس الشفوي وقام بأداء جنس فموي لشخص سليم، فقد يؤدي ذلك أيضاً إلى إصابة الشريك السليم بالهربس ولكن من النوع التناسلي. والعكس صحيح حيث يمكن لشخص مصاب بهربس تناسلي أن ينقل العدوى على شكل هربس شفوي عند عملية الجنس الفموي.
الهربس التناسلي يُمكن أن ينتقل عن طريق الاتصال الجنسي سواء عند ظهور الأعراض، وأحياناً عند عدم وجود أعراض. فهنالك عدة أيام على مدار العام (تنشيط بدون أعراض، ذرف بدون أعراض أو ذرف دون سريري) يتواجد الفيروس خلالها على سطح الجلد بدون ظهور أعراض على الجلد. ويمكن أن ينتقل الهربس عن طريق الاتصال الجنسي خلال هذه الفترة.
لا توجد حالات إصابات موثقة عن إصابات بالهربس التناسلي بسبب مقاعد المرحاض، وأحواض الاستحمام، أو استعمال المناشف. فالهربس فيروس هش جداً ولا يعيش طويلاً على أسطح الأغراض الخارجية كالمناشف والأدوات.

## عملية الإصابة
أحد الأمور التي تميز الفيروسات عائلة الهربس عن غيرها من أنواع الفيروسات هو ما يطلق عليه الخفاء فالهربس البسيط وغيرها فيروسات الهربس لها القدرة على إنشاء مستعمرة صغيرة ولكنها مستديمة من الجزيئات الفيروسية داخل الجسم. هذه المستعمرة في العادة خامله تماما، نائمة، ولكنها تبقى موجودة في الجسم مدى الحياة بعد الإصابة.
ففي اللحظة التي تصل بها الفيروسات إلى داخل الجسم تبدأ بصنع نسخ عن نفسها بهدف الانتشار داخل الجسم. هذه العملية قد تنتج أعراض بسيطة غير ملحوظة وقد تؤدي إلى حالات مرضية صعبة، ورداً على تكاثر الفيروسات فإن الجهاز المناعي يحشد طاقته للهجوم على الفيروس ولجم انتشار الفيروس.
و سواء ظهرت أعراض أم لم تظهر فالفيروس ينوي البقاء في الجسم، ولتجنب الجهاز المناعي يتراجع الفيروس على طول المسارات العصبية، باحثا عن ملاذ آمن في نهاية الخط العصبي أو ما يسمى بالعقدة. في حالات الهربس التناسلي، سيتراجع الفيروس هاربا إلى العقدة الواقعة عند قاعدة العمود الفقري. وفي حالة الهربس الشفوى فالفيروسات ستجد طريقها إلى عقدة العصب الثلاثي التوائم في الجزء العلوي من العمود الفقري. وفي هذه العقد، سيبقى الفيروس خاملا لفترة غير محددة من الوقت مما يعطيه الحماية المطلوبة ضد جهاز المناعة.
ظاهرة الخفاء أو الكمون هي عملية مشابه لدورة النوم. في جوهرها، ينأى الفيروس إلى ملاذ آمن وينام، أحيانا لفترات طويلة. ولسوء الحظ، خلال خمول الفيروس، يمكن لأحداث بيولوجية مختلفة أن تتسبب في تنشيطه مما يجعله يتحرك وينتقل في الأعصاب من العقد العصبية في العمق الأمن ليعود إلى الجلد. حيث يمكن للفيروس أن يسبب في ظهور البثور والأعراض مرة أخرى وأن يصيب شخصا آخر بالعدوى، مع ملاحظة أنها قد لا تتسبب بأي أعراض أو تتسبب في أعراض خفيفة رغم نشاطها وقدرتها على العدوى في تلك الحالة.

## علم الأوبئة
إن نسب عدوى فيروس الهربس تتراوح بين 65-90%. HSV1 هو أكثر شيوعًا منHSV2 مع معدلات زيادة على حد سواء مع تقدم العمر. يتم تحديد معدلات العدوى عن طريق وجود أجسام مضادة في الدم ضد أي من الأنواع الفيروسية؛ بالتحليل المعملي يمكن الكشف عنها.